# Anaulacomera parvula
Anaulacomera parvula, tidigare Abrodiaeta parvula är en insektsart som beskrevs av Giglio-Tos 1898. Anaulacomera ingår i släktet Anaulacomera och familjen vårtbitare. Inga underarter finns listade i Catalogue of Life.

## Utbredningsområde
Västra Sydamerika.